# Stranizza d'amuri
Stranizza d'amuri és una pel·lícula dramàtica italiana del 2023 coescrita i dirigida per Giuseppe Fiorello, al seu llargmetratge de debut. La pel·lícula està basada en el crim de Giarre. S'ha doblat i subtitulat al català.

## Repartiment
- Samuele Segreto com a Gianni Accordino
- Gabriele Pizzurro com a Nino Scalia
- Simona Malato com a Lina
- Fabrizia Sacchi com a Carmela
- Enrico Roccaforte com a Franco
- Simone Raffaele Cordiano com a Totò
- Antonio De Matteo com a Alfredo Scalia
- Anita Pomario com a Giuseppina
- Roberto Salemi com a Pietro Scalia
- Giuseppe Spata com a Ciccio Scalia
- Maria Giuditta Vasile com a Isabella Scalia

## Producció
La pel·lícula és una dramatització del crim de Giarre. Va ser produït per Ibla Film i es va rodar a la província de Siracusa, entre Ferla, Marzamemi i Pachino. El títol original pren el nom d'una cançó de Franco Battiato a l'àlbum de 1979 L'era del cinghiale bianco.

## Estrena
La pel·lícula es va estrenar als cinemes italians el 23 de març de 2023. Es va projectar al 57è Festival Internacional de Cinema de Karlovy Vary i a la III Mostra de Cinema LGTBIQ+ Endimaris Sitges.

## Rebuda
Al lloc web de l'agregador de ressenyes Rotten Tomatoes, totes les nou crítiques són positives, amb una valoració mitjana de 7,90 sobre 10. Per aquesta pel·lícula Fiorello va ser guardonat amb el Nastro d'argento a la millor direcció novella i va ser nominat al David di Donatello en la mateixa categoria.